# Manuel Torres Caturla
Manuel Torres Caturla (Torremolinos, 14 augustus 1989), voetbalnaam Manu Torres, is een Spaans profvoetballer. Vanaf seizoen 2018-2019 speelt hij voor UE Cornellà, een ploeg uit de Segunda División B.
Manu Torres startte op zevenjarige leeftijd bij Málaga, waarvoor hij ook debuteerde bij de B-ploeg. In totaal verbleef hij drie seizoenen in het tweede elftal, waarna hij dankzij zijn goede prestaties werd opgenomen bij de A-ploeg. Hij maakte zijn debuut in de Primera División op 30 augustus 2009 tijdens de met 3-0 gewonnen thuiswedstrijd tegen Atlético Madrid, waarin de speler eenmaal scoorde.
Na twee seizoenen en 27 wedstrijden bij de eerste ploeg, verlaat de speler zijn ploeg en tekent bij FC Cartagena, dat uitkomt in de Segunda División A.  De speler kende een verdeeld succes onder de drie verschillende coaches van het seizoen. Francisco López Fernández zag hem als een basisspeler, maar met de komst van de Catalaan Francisco Javier López Castro belandde hij op de bank.  De aankomst van de derde coach Juan Carlos Ríos Vidal viel samen met de kwetsuur van ploeggenoot Gorka Kijera Salaberría waardoor de speler zijn vaste stek op de links verdegigersplaats bemachtigde.  Maar eens Kijera hersteld, verloor hij weer zijn basisplaats.  Toen op het einde van het seizoen de ploeg zijn behoud niet kon veilig stellen, werd het contract met de speler ontbonden.
Na het einde van de transferperiode van het seizoen 2012-2013 had Manu Torres nog geen nieuwe uitdaging gevonden.  Hij bleef tot einde januari 2013 zonder ploeg, totdat hij tekende bij Getafe CF B, een ploeg uit de Segunda División B.
Tijdens het seizoen 2014-2015 stapte hij over naar het net naar Segunda División B gepromoveerde Burgos CF.  Hij kon zich nooit echt doorzetten en werd dan ook niet verlengd.
Het daaropvolgende seizoen 2015-2016 stapte hij weer over naar een nieuwkomer uit de Segunda División B, FC Jumilla.  Hij was een van de basisspelers van een ploeg de bij het begin van de winterstop in de lagere regionen van het klassement stond.  Om deze redenen tekende hij een contract bij het Roemeense ACS Poli Timișoara.
Vanaf seizoen 2016-2017 keerde hij naar zijn vaderland terug en tekende een contract bij CE Sabadell, een ploeg uit de Segunda División B.
Bij het begin van het seizoen 2017-2018 deed hij de overstap naar reeksgenoot CD Badajoz.
Het daaropvolgende seizoen 2018-2019 tekende hij een tweejarig contract bij reeksgenoot UE Cornellà.  Het eerste seizoen zou hij maar 16 keer spelen en daarom werd het tweede jaar van het contract ontbonden.  Het zou ook het einde van zijn carrière betekenen.